# Alfred Chester Beatty
Alfred Chester Beatty (Nueva York, 7 de febrero de 1875 - Montecarlo (Mónaco), 19 de enero de 1968) fue un británico americano que se convirtió en magnate y filántropo. 
Además un exitoso hombre de negocios, Beatty se le dio el nombre de "El Rey del Cobre" en referencia a su fortuna. Fue naturalizado como ciudadano británico en 1933, nombrado caballero en 1954 y fue hecho ciudadano honorífico de Irlanda en 1957.
Coleccionó manuscritos de África, Asia, Europa y Oriente Medio, libros impresos raros, impresiones y objetos de arte. Después de mudarse a Dublín en 1950, estableció la Biblioteca Chester Beatty en Shrewsbury Road para albergar su colección. Fue abierta al público en 1954. Las colecciones fueron legadas al pueblo irlandés y confiado al cuidado del estado.
Donó varios documentos en papiro al Museo Británico, la colección de muebles personales de María Antonieta de su segunda esposa (Edith Dunn Beatty) al Louvre y varias de sus pinturas personales que alguna vez estuvieron colgadas en la galería de imágenes de su casa en Londres a la Galería Nacional de Irlanda. También hizo posible la ampliación y reubicación del Instituto de Investigación del Cáncer, que pasó a llamarse Instituto Chester Beatty, y más tarde a Instituto de Investigación del Cáncer, en 1939.

## Biografía

### Primeros años
Alfred Chester Beatty, conocido por amigos y familiares como Chester o "Chet", nació en una familia de clase media de Nueva York en 1875 en el lugar en al que hoy se encuentra el Rockefeller Center, siendo el menor de tres hijos, Chester, Robert y Gedney. Sus padres fueron Hetty y John Beatty, banquero y corredor de bolsa. En 1898 se graduó en la Escuela de Minas de la Universidad de Columbia y trasladó a Denver (Colorado). Su primer trabajo en las minas le reportó 2 dólares al día como "mucker", limpiando rocas y tierra de los túneles de la mina. Pronto fue ascendido a supervisor de la mina de plata de Kektonga.
Su primer mentor fue T.A. Rickard, un ingeniero de minas. En 1903 se unió a John Hayes Hammond en el equipo directivo de Guggenheim Exploration Company. Esta posición pronto hizo rico a Beatty. En 1908, cuando dejó la Compañía Guggenheim, y se trasladó de vuelta a Nueva York, ya era considerado uno de los principales ingenieros de minas de Estados Unidos. Abrió una oficina en Broadway como consultor minero independiente.
En 1911, su esposa Grace murió repentinamente de fiebre tifoidea. En 1912 compró Baroda House en Kensington Palace Gardens y se mudó con sus dos hijos pequeños a Londres al año siguiente. Poco después de mudarse, se casó con su segunda esposa, Edith Dunn, en la Oficina de Registro de Kensington. Tanto él como Edith eran ávidos coleccionistas. En 1914, Beatty fundó la empresa minera Selection Trust con sede en Londres. La Primera Guerra Mundial retrasó la expansión de la empresa, pero durante la década de 1920 el negocio se expandió hasta adquirir participaciones en países como la Unión Soviética, la Costa de Oro británica (actual Ghana) y la Colonia y Protectorado de Sierra Leona. Beatty hizo fortuna en Rodesia del Norte (actual Zambia) y en el Congo Belga (actual República Democrática del Congo), donde explotó el Cinturón del Cobre. Por lo que se hizo conocido como el "Rey del Cobre".

### Coleccionismo
Una de las primeras anécdotas familiares recuerda que, cuando era niño, a Chester le picó el gusanillo de la colección y pujaba en una subasta por muestras mineras. Recordó haber asistido a una subasta con su padre a la edad de diez años y haber ofertado 10 centavos por un trozo de calcita rosa. Durante su estadía en Denver, comenzó a coleccionar sellos, que se convirtieron en una colección premiada. Antes de mudarse a Londres ya había comenzado a coleccionar botellas de rapé chinas y netsuke, inro y tsuba japoneses .
Debido a una afección pulmonar llamada silicosis, que había adquirido a lo largo de sus años de trabajo en las minas estadounidenses, Beatty y su familia pasaron los inviernos en Egipto, hasta el estallido de la Segunda Guerra Mundial, y después de la guerra lo haría en el sur de Francia. Durante su primer viaje a El Cairo en el invierno de 1913/14, se interesó por los papiros y los manuscritos islámicos.
En 1931, un anuncio en The Times presentaba a Beatty como un gran coleccionista. Había adquirido una importante colección de manuscritos bíblicos, conocida como los Papiros bíblicos Chester Beatty. El descubrimiento cambió la comprensión existente de la historia textual preconstantiniana. Dado que los libros del Nuevo Testamento –Evangelios y Hechos (BP I), Epístolas Paulinas (BP II) y Apocalipsis (BP III)– datan todos del siglo III, estos documentos no sólo fueron sorprendentes por haber sobrevivido a las persecuciones de Diocleciano al principio del siglo siguiente, sino que la datación hizo retroceder la erudición del Nuevo Testamento al menos cien años. La datación específica de BP I (p45) a mediados del siglo III hizo que la comprensión de cuándo los cristianos aceptaron los cuatro evangelios como canónicos fuera más temprana de lo que se había supuesto anteriormente.
En 1917, Beatty, Edith y su hija Ninette viajaron en barco a Japón y China. Durante este viaje adquirió álbumes pintados y pergaminos y continuó comprando manuscritos, textiles y artefactos chinos, japoneses y del sudeste asiático por el resto de su vida. La reputación de Beatty como coleccionista creció, al igual que su red de asesores y agentes. Como en su vida empresarial, Beatty confiaba en el consejo de especialistas experimentados, pero él mismo tomaba la decisión final sobre cualquier compra. En ese momento, su esposa Edith también se estaba estableciendo como una coleccionista seria por derecho propio. Mientras compraba pinturas impresionistas y postimpresionistas y muebles franceses, Beatty adquiría importante material islámico, incluida una colección excepcional de copias iluminadas del Corán y manuscritos mogoles, turcos y persas. Sus posesiones occidentales se vieron reforzadas por adquisiciones de manuscritos coptos, siríacos, armenios y griegos. A sus posesiones asiáticas añadió manuscritos tibetanos, tailandeses, birmanos y de Sumatra. Su atención se centró en el material ricamente ilustrado, las encuadernaciones finas y la hermosa caligrafía, pero también estaba profundamente comprometido con la preservación de los textos por su valor histórico. Se preocupó únicamente por obras de la mejor calidad, y esto se convirtió en el sello distintivo de su colección.
Inicialmente, Beatty fue una fuerza competitiva en el floreciente mercado del arte orientalista de principios del siglo XX. Las principales instituciones bibliotecarias y museísticas anticiparon su presencia en sus prospecciones de adquisiciones. Sin embargo, en 1925, Beatty inició lo que más tarde se convertiría en una sólida asociación con el Museo Británico. Aunque en casos posteriores compraría un objeto y simplemente lo donaría, para el manuscrito ahora conocido como Álbum Minto, Beatty acordó amistosamente dividir los folios. El lote fue vendido a Sir Eric Maclagan, director del Museo Británico, como parte de un acuerdo de compra conjunta con Beatty por 3.950 dólares. Beatty fue el primero en elegir los folios, el museo compró el resto por 2000 dólares y Beatty donó caritativamente un folio adicional. Los Beatty también fueron patrocinadores del Museo Británico y donaron 19 papiros egipcios antiguos al museo.
Entre 1939 y 1949, Beatty adquirió más de 140 pinturas del siglo XIX para exhibirlas en la galería de imágenes de su casa en Londres. La galería se construyó como resultado de la conversión de los establos en biblioteca en 1934. La galería unía la casa principal con la biblioteca del jardín. En 1940, Beatty empaquetó las pinturas y las envió a Nueva York para su custodia durante la Segunda Guerra Mundial. En 1949, Beatty decidió donar parte de su colección de pinturas francesas del siglo XIX a la nación irlandesa como muestra de agradecimiento al Taoiseach de la época, John A. Costello, por su apoyo para facilitar el traslado de Beatty desde Londres. Desde entonces forman parte de la colección de la Galería Nacional de Irlanda. Una de las pinturas era una versión idealizada de la vida campesina llamada "Las espigadoras" de Jules Breton.

### Mudanza a Dublín
Beatty había apoyado el esfuerzo bélico, aportando una gran cantidad de materias primas a los aliados. Recibió un tardío título de caballero por parte de la reina Isabel II por su contribución al esfuerzo en tiempos de guerra. Sin embargo, a finales de la década de 1940, se había desilusionado de Gran Bretaña. Las desviaciones políticas de sus valores de libre mercado, junto con el aumento de las restricciones cambiarias, afectaron tanto a sus intereses personales como a sus intereses recaudatorios en el Reino Unido. Aunque inicialmente había previsto profundizar su relación con el Museo Británico donando su colección en su totalidad (había financiado personalmente muchas de las adquisiciones del museo y había recibido asesoramiento experto de los curadores), cambió de opinión cuando el nuevo director insistió en decidir determinar si la colección de Beatty cumplía con los estándares de calidad del museo. El director tampoco le aseguró a Beatty que su colección permanecería intacta, en lugar de dividirse en diferentes departamentos.
En 1950, a la edad de 75 años, Chester Beatty entregó las riendas de la compañía Selection Trust a su hijo Chester Jr y se mudó a Dublín, tomando a muchos por sorpresa. La razón que se cita a menudo es la creciente frustración de Beatty con la Gran Bretaña de la posguerra, entre ellas la derrota del Partido Conservador en las elecciones generales de 1945. Tras haberse comprometido con el esfuerzo bélico aliado durante la Segunda Guerra Mundial y haber formado parte de varios comités de Churchill, quedó impactado por la victoria del Partido Laborista. Dijo en una reunión de accionistas que Londres ya no era el centro del mundo minero y que "la posición se deterioraría mientras los altos impuestos, los aranceles injustos y los controles rígidos impidieran el lanzamiento de nuevos proyectos mineros". Sin embargo, había otras consideraciones personales, y su antiguo espíritu aventurero seguramente influyó. Su hijo había comprado una casa en el Condado de Kildare en 1948, lo que probablemente llevó a Beatty a ver con buenos ojos Irlanda como hogar, especialmente teniendo en cuenta sus raíces irlandesas: sus dos abuelos paternos nacieron en Irlanda. Beatty también estaba considerando seriamente planes a largo plazo para su colección. Preocupado de que se dispersaría si lo dejara en manos de una institución grande, encontró otra solución. Su biblioteca, construida expresamente en Shrewsbury Road, en un suburbio de Dublín, abrió sus puertas en 1953, primero para investigadores y luego para el público.
Compró una gran casa en Ailesbury Road en el área de Ballsbridge de Dublín, y un sitio en la cercana Shrewsbury Road, también en Ballsbridge, para la construcción de la Biblioteca Chester Beatty. La biblioteca, que albergaba su colección, se inauguró el 8 de agosto de 1953. Se trasladó a su ubicación actual en el Castillo de Dublín en 2000.
Beatty pasó el resto de su vida entre Dublín y el sur de Francia. Fue nombrado Freeman de Dublín en 1954 y fue la primera persona a la que se le concedió la ciudadanía honoraria de Irlanda en 1957. Continuó coleccionando en las décadas de 1950 y 1960, adquiriendo importantes manuscritos etíopes y material impreso japonés durante ese período.
Beatty murió en Montecarlo en Mónaco en 1968. El gobierno irlandés le concedió un funeral de estado, siendo el primer ciudadano privado en la historia de Irlanda en recibir tal honor. Está enterrado en el cementerio de Glasnevin en Dublín.